# Agustín Gormaz Velasco
Agustín Gormaz Velasco (kolem 1507, Coruña del Conde – 24. listopadu 1589, Popayán) byl španělský římskokatolický duchovní, augustinián a biskup Popayánu.

## Život
Narodil se kolem roku 1507 v obci Coruña del Conde jako syn Hernanda Fernanda Gormaze a Cataliny de Velasco.
Dne 24. června 1524 přijal od svatého Tomáše z Villanovy v klášteře svatého Augustina v Salamance augustiniánský řeholní hábit. Teologii studoval v Salamance. Během studií se setkal s Turibiem z Mongroveja a Ignácem z Loyoly. Po vysvěcení na kněze se roku 1533 přihlásil do první misie Augustiniánů do Nového světa.
Dne 7. července 1533 dorazil do Ciudad de México. Naučil se jazyk nahuatl a započal svou misijní práci. Zastával různé funkce, jako např. převora kláštera v Ciudad de México.
Roku 1560 byl jmenován provinčním vikářem Nového Španělska. Pověřen králem Filipem II. navštívil místokrálovství Peru, kde byl věrným obráncem Indiánů proti zneužívání a útlaku, kterým trpěli ze strany kolonizátorů. Od této chvíle si vysloužil nepřátelství guvernéra Dona Álvara de Mendozy.
Dne 1. března 1564 jej papež Pius IV. jmenoval biskupem Popayánu a 15. října přijal biskupské svěcení. Jako biskup např. roku 1572 zastupoval Túpaca Amaru I., aby zabránil jeho popravě. Protože se mu nepodařilo zabránit popravě, před popravou přivedl vězně ke katolicismu. Jeho láska k indiánům a neustálá kritika toho jak probíhalo španělské dobytí Ameriky, mu při dvou příležitostech vynesly exil. Při prvním exilu pobýval v Limě a podruhé v Quitu. Nakonec byl králem Filipem navrácen zpět do své diecéze.
Zemřel 25. listopadu 1589.

## Proces svatořečení
Proces svatořečení byl zahájen 5. července 1995 v arcidiecézi Popayán.